# Lisboasaurus
Lisboasaurus is een klein (veertig centimeter lang) geslacht van uitgestorven Crocodylomorpha uit het Mesozoïcum dat in zoet water leefde. Het is bekend uit gefossiliseerde tand- en kaakfragmenten uit het Laat-Jura en het Vroeg-Krijt. Er zijn twee soorten beschreven. In het verleden is Lisboasaurus geïnterpreteerd als een aviaal, een troodontide of een anguimorfe hagedis. Beide soorten zijn momenteel toegewezen aan Crocodylomorpha, één is opnieuw toegewezen aan het geslacht Lusitanisuchus.

## Ontdekking en naamgeving
In de jaren 1960 vonden paleontologen van de Vrije Universiteit van Berlijn nieuwe fossielen van gewervelde dieren, waaronder de bruinkoolmijnen van Guimarota, in de buurt van de stad Leiria, Portugal. Deze bruinkool is gedateerd door Milner en Evans, 1991, tussen het Bathonien (Midden-Jura) tot Oxfordien (vroeg Laat-Jura) leeftijd. Schwarz en Fechner, 2004, dateren ze als Laat-Jura.
Seiffert (1970, 1973) beschreef Lisboasaurus als een geslacht van anguimorfe lepidosauriërs. In 1970 was het nog een nomen nudum maar in 1973 benoemde hij het geldig. De geslachtsnaam verwijst naar Lissabon. Hij benoemde de twee soorten Lisboasaurus estesi en Lisboasaurus mitracostatus. L. estesi is gebaseerd op holotype FUB Bui. 37, een rechterbovenkaaksbeen. De soortaanduiding eert Richard Estes. De soortaanduiding mitracostatus betekent 'met mijtervormige zijden'. Hij verdeelde de laatste soort in twee ondersoorten in het eerste artikel, maar niet in het tweede artikel. In 1983 vermeldde Estes het materiaal als Lacertilia incertae sedis. 
Milner en Evans, 1991, herbeschreven Lisboasaurus estesi als een lid van de Maniraptora en, meer specifiek, als een vroege aviaal of troodontide. Dit was voornamelijk gebaseerd op de tandvorm. Ze zaaiden ook twijfel over de identificatie van de minder goed bewaarde Lisboasaurus mistracostatus, en stelden dat het een nomen dubium zou zijn. Buscalioni en Evans et alii. weerlegden dit door aan te tonen dat Lisboasaurus estesi nauw verwant was met een crocodylomorf (LH 7991) uit het Vroeg-Krijt van Las Hoyas, Spanje. Buscalioni en Evans steunden de nomen dubium-status van Lisboasaurus mistracostatus. Schwarz en Fechner, 2004 hebben echter aangetoond dat het materiaal van  Lisboasaurus mistracostatus identiek is aan tanden en fragmenten, gevonden in Porto Dinheiro, en nieuw schedel- en mandibulaire materiaal dat tussen 1973 en 1982 in Guimarota is verzameld. Ze verwezen alle Lisboasaurus mistracostatus-exemplaren naar een nieuw opgericht geslacht Lusitanisuchus, waardoor de nieuwe naam Lusitanisuchus mistracostatus ontstond.
Schwarz en Fechner (2008) beschreven een nieuw dentarium uit de Uña-kolenmijn in de provincie Cuenca, Spanje. Zijn tanden laten zien dat hij tot Lisboasaurus behoort. Dit dentarium was het eerste Lisboasaurus-fossiel uit het Barremien van het Vroeg-Krijt. De nieuwe gegevens die de studie van dit materiaal opleverde, maken het zekerder dat Lisboasaurus een neosuchische crocodylomorf was.